# Berosus pugnax
Berosus pugnax är en skalbaggsart som beskrevs av Leconte 1863. Berosus pugnax ingår i släktet Berosus och familjen palpbaggar. Inga underarter finns listade i Catalogue of Life.